# 神子田正治
神子田 正治（みこだ まさはる）は、戦国時代から安土桃山時代にかけての武将、大名。豊臣秀吉の家臣。備中庭瀬城主。通称は半右衛門、半左衛門、半左衛門尉。姓の漢字は、御子田（みこだ）とも表記する。

## 生涯
尾張国海西郡鯏浦の神子田肥前守の子。ただし、神子田氏は近江国の豪族という。織田信長が尾張国を統一した際に、父とともにその配下に入ったといわれる。
永禄3年5月19日（1560年6月12日）の桶狭間の戦いや永禄10年（1567年）までつづいた美濃国の斎藤氏攻めで功績を上げ、木下秀吉に請われて家臣となる。
秀吉の長浜城時代、天正元年（1573年）に近江国に250貫文の所領を与えられ、黄母衣衆となり、後に腰母衣衆に転じた。
中国攻めに従軍して、三木城攻め（三木合戦）などで活躍。
天正5年（1577年）、宮田光次、戸田勝隆、尾藤知宣と同時にそれぞれ播磨国で5,000石を加増された。このとき他の3人は馬の飼料ほどの加増しかなかったと不満で出奔を話し合っていたが、神子田は「智恵なしどもに五千ずつ下されたのは、よくよく武功があったせいであろう」と放言し、秀吉に余分な領地がないなかでも小知を与えられたのは武功ゆえであると逆に喜んだという。
天正10年（1582年）の本能寺の変後も秀吉に従い、山崎の戦いに参加。
天正11年（1583年）の賤ヶ岳の戦いでは一軍を率いた。その後に備中庭瀬城主として1万2,000石に加増された。ただし、『柴田退治記』によれば、正治が与えられたのは播磨広瀬城主とされている（広瀬城は長水城の別称とされる）。
天正12年（1584年）の小牧・長久手の戦いにおいて、日根野弘就・長岡忠興・木村重茲・長谷川秀一・明石実則らと共に二重堀砦の守備に入った。秀吉は羽柴軍の美濃・伊勢への転進に先立って、4月26日、砦から一部の兵を引き上げたが、手薄になった砦を織田信雄の軍によって夜襲された。
この戦で、正治は他隊が交戦中であったにもかかわらず、その敗北を知らぬまま、手勢を放置して無断で隊を離脱して、個人で敵の首級を1つ挙げて帰還した。秀吉は敗勢の中でも手柄をたてたと感心したが、正治は「このようなことで感心されたのでは諸将が、匹夫の勇にばかり心がけ、戦いで大利を得ることはできますまい」と主人に苦言を呈したため、秀吉は分を過ぎた発言であると憤慨した。ところが、正治は「大小の利をわきまえず、戦いだけで功を計るのは、闇将である。ともに謀るにたらず」とさらに放言したので、秀吉も正治は持ち場を放棄して逃げ去った「臆病者」と言い返したが、怒った正治は重ねて秀吉を「闇将」と誹って立ち去ったため、激怒した秀吉は正治の行動の責任（敵前逃亡）を問うとして、所領を没収した上で高野山へ追放とした。
天正13年（1585年）閏8月13日、朱印状が発せられて、高野山からも追放となり、妻子も連座することになって、これらを庇護することは固く禁止された。
このために諸国を放浪し、天正15年（1587年）に豊後国で自害したとも、九州征伐で陣にあった秀吉に帰参を哀願したが、許されずに切腹ないし打ち首を命じられたとも言う。死後、京都一条戻橋に梟首され、「臆病者」との高札が立てられた。

## その他

### 人物
山鹿素行の『武家事紀』では、秀吉の創業期からの勇功の士として宮田光次、戸田勝隆、尾藤知宣と共に列記され、「神子田を第一とする」と評された。一方で『続武家閑談』によれば、武勇・軍学には優れていたが、己の武功を誇って秀吉を蔑み、悪口雑言で疎まれたともいう。

### 一族
同じく『武家事紀』によれば、神子田肥前守の弟の子を、長門守といい、初名を采女といった。この長門守の弟を、八右衛門といい、彼は堀秀政に仕えた。長門守の子は、萬見仙千代で、一説に諱を重元といい、織田信長の小姓であった。仙千代は天正6年の有岡城攻めで討ち死にしている。

## 関連作品
小説
- 火坂雅志：短編「幻の軍師」（文春文庫『壮心の夢』）に収録。